# Премія солідарності імені Леха Валенси
Премія солідарності імені Леха Валенси — польська нагорода, присуджена у 2014–2015 роках міністром закордонних справ за визначну діяльність із сприяння та захисту демократії та громадянських свобод.
Номінатори:
Кетрін Ештон, Владислав Бартошевський, Карл Більдт, Емма Боніно, Карл Гершман, Пол Грахам, Тавакуль Карман, Франк Ла Ру, Мирослав Маринович, Роза Отунбаєва, Мері Робінсон, Арсе́ний Роги́нский, Адам Ротфельд, Аун Сан Су Чжі.
Лауреати:
2014: Мустафа Джемілев
2015: Жанна Нємцова